# Австро-унгарски гулден
Вижте пояснителната страница за други значения на гулден.
Австро-унгарски гулден, флорен, ренска злота е стара, излязла от употреба национална парична единица на Австро-Унгария, въведена на 1867 г. Гулденът е в употреба до 1900 г., въпреки че е заменен от кроната още през 1892 г.